# 郑宏 (1963年)
郑宏（1963年7月—），男，汉族，安徽无为人，中华人民共和国政治人物。

## 生平
1984年7月加入中国共产党，1986年7月参加工作。安徽大学法律系法学专业毕业，中央党校研究生学历。1989年1月起历任安徽省纪委纪律检查一室干事、副科级检查员，安徽省纪委纪律检查一室、办公厅综合处正科级检查员，安徽省委政法委员会干部处主任科员，安徽省委政法委员会研究室副主任，安徽省综治办督导处处长，安徽省委政法委员会执法监督处处长，安徽省综治办协调处处长。2006年6月，任安徽省综治办专职副主任（副厅级）。2008年3月，任安徽省委政法委员会秘书长、省委政法委员会委员。其间于2009年12月至2010年12月挂职任宣城市副市长。2012年8月，任安徽省委政法委员会副书记（正厅级）、省社会治安综合治理委员会办公室主任。2014年12月，任安徽省委政法委员会常务副书记、省社会治安综合治理委员会办公室主任。2018年1月，当选第十二届安徽省政协副主席。